# Mota del Marqués
Mota del Marqués – gmina w Hiszpanii, w prowincji Valladolid, w Kastylii i León, o powierzchni 31,34 km². W 2011 roku gmina liczyła 393 mieszkańców.